# リミット・オブ・アサシン
『リミット・オブ・アサシン』（原題：24 Hours to Live）は、 2017年の南アフリカ・中国・アメリカ合衆国のSFアクションスリラー映画。 監督はブライアン・スムルツ。復讐と償いを求めるために24時間だけ生き返ることができた凄腕の暗殺者（イーサン・ホーク）の物語である。この映画は、2017年10月26日にオースティン映画祭で上映され 、2017年12月1日にVODおよび一部の劇場で公開された。 

## ストーリー
南アフリカとナミビアの国境付近。インターポールのリン（Xu Qing）捜査官率いるチームが囚人のキースを護送していたが、国境検問所で民兵に待ち伏せされ、チームのほとんどは殺されてしまう。しかし、リンはキースと共に辛くもその場を脱出した。
妻と息子の死により引退状態の殺し屋トラヴィス・コンラッド（イーサン・ホーク）は、義父のフランク（ラトガー・ハウアー）と釣りをしていた。家族の死から1年となるその日、2人は家族の遺灰を海に撒く。フランクが眠りに落ちた後、トラヴィスはコカインを得るためにバーに行く。バーに現れた2人組の襲撃を撃退したコンラッドは、軍の請負業者である"レッド・マウンテン"のジム・モローから一時的な復帰を打診される。彼は、失敗に終わったキースとリンの暗殺の尻拭いのためにトラヴィスに1日あたり100万ドルの報酬を提示する。当初、引退したと主張して拒否するトラヴィスだったが、さらに金額を2倍にすることで引き受けることにする。彼は香港に向かい、リンの息子の携帯電話を盗んでリンの位置を特定する。そして、すぐに南アフリカのケープタウンに飛び、空港で偶然を装って彼女に会う。彼女を口説いたトラヴィスは、翌朝、彼女の携帯電話からキースの居場所の情報を盗み出すが、彼女に関しては殺さないことを選ぶ。部屋から抜け出したトラヴィスを"レッド・マウンテン"の殺し屋だと察知し追うリンは、銃撃戦の末に彼を殺す。
トラヴィスの死体を回収した"レッド・マウンテン"は、実験的な蘇生技術でもって彼を生き返らせる。キースの居場所を彼らに告げると、彼の旧友かつ元海兵隊員でもあるジムは、彼らがコンラッドを復活させたのはキースの居場所を得るためだけであったと告げる。蘇生はあくまでも応急処置であり、情報を得たらすぐに静かに死ねるように医者に処置をさせると彼に知らせる。ジムが去った後、トラヴィスは手術台のメスを手に入れ、拘束具を切る。医者が戻ってきたとき、コンラッドは警備員を殺し、医者から自らがあと24時間だけ生きられると知らされる。医者を人質にして逃亡する中、彼は薬の副作用である幻覚症状でもってかつての家庭生活への頻繁なフラッシュバックを経験し、己の悲しみに立ち向かうことを強いられる。フランクに電話をかけ、残りの時間を過ごそうとするが、今までの行いを悔い改めたコンラッドは、リンたちを守るため、キースの尋問場所に向かう。
キースは、"レッド・マウンテン"の組織犯罪に関して証言し、70人以上の民間人が蘇生技術開発のための実験台にされ、遺体を処分することを強制されたことを明らかにした。キースが証言した直後、ジムが時計塔から狙撃し、"レッド・マウンテン"の部隊が建物に突入してくる。トラヴィスによって襲撃現場から脱出したリンとキースだったが、執拗な追跡を受け、キースは撃たれ亡くなってしまう。リンは、キースが持っていた証言を記録するメモリーカードを受け取る。キースの殺害には成功したが、メモリーカードの奪取に失敗したジムは、香港でリンの息子を誘拐する作戦の実行を承認する。トラヴィスはメモリーカードをリンに託すが、ジムからメモリーカードと引き換えにリンの息子を引き渡すとの連絡を受ける。トラヴィスは、彼女が息子を取り戻すのを助けることを約束し、自らの隠れ家から銃と爆弾をかき集める。
2人は、"レッド・マウンテン"が実験に利用した住民が住んでいた居住区に立ち寄り、海兵隊の頃の友人アマールに会う。アマールに"レッド・マウンテン"の悪行を伝え、救出計画への助勢を頼む。人質の輸送手順を熟知しているトラヴィスは、車列を待ち伏せし、少年を取り戻す。トラヴィスは当局に証言を届けるようにリンに伝え、リン親子が逃げられるように時間稼ぎのために残りの30分を生き続けることを決める。彼は、生き残っていた輸送要員に、自分が人質であると装わせて、"レッド・マウンテン"の本部に向かわせた。到着すると、彼は警備員を殺し、建物に車を進める。車を爆発させ、ジムと"レッド・マウンテン"のリーダー、ウェッツラーがいるオフィスを攻撃する。部屋にいた護衛を全員殺した後、ウェッツラーからジムがトラヴィスを組織から辞めさせないようにするために彼の妻子の殺害を命じられ、本人は実行には関与しなかったもののそれを黙認したことを暴露される。怒りを感じたが、トラヴィスは自らが行ったすべての殺しについて振り返り、ジムを殺さないことにする。ジムはウェッツラーに近づき、増援が到着すると彼を射殺した。トラヴィスの残り時間が無くなり、亡くなった家族と再会するも、トラヴィスは再び蘇生させられる。

## キャスト
トラヴィス・コンラッド
演 - イーサン・ホーク、日本語吹替 - 咲野俊介
殺し屋。1年前に妻と子どもを亡くす。蘇生後は亡くなった息子の幻覚を見るようになる。
リン・ビセット
演 - シュイ・チン、日本語吹替 - 早川舞
インターポールのエージェント。キースを保護する。
ウェッツラー
演 - リアム・カニンガム、日本語吹替 - 荒井勇樹
トラヴィスらの雇い主。"レッド・マウンテン"のリーダー。
フランク
演 - ルトガー・ハウアー、日本語吹替 - 野坂尚也
トラヴィスの義父（妻の父）。
ジム・モロー
演 - ポール・アンダーソン、日本語吹替 - 神奈延年
トラヴィスのかつての仲間。現在は汚れ仕事をしない立場にいるが、キースらの暗殺のため、駆り出される。妻子持ち。
キース・ゼラ
演 - タイロン・キーオ
内部告発者。元"レッド・マウンテン"緊急展開班所属。

## リリース
サバンフィルムズは2017年12月1日にVODと厳選された劇場で映画をリリースした。  
『リミット・オブ・アサシン』は世界の劇場興行収入で580万ドルを稼ぎ、DVD/ブルーレイの売り上げで170万ドルを稼いだ。  

## 批評
レビュー収集サイトであるRotten Tomatoesでは 、20件のレビューに基づいて50％の承認された評価を受けている。 平均評価は4.9/10である。Metacriticに関しては、映画は6人の評論家に基づいて100のうち37の加重平均スコアを持ち、それは「一般的に好ましくないレビューである」ことを示している。